# Зази в метро (фильм)
«Зази в метро» (фр. Zazie dans le Métro) — комедия режиссёра Луи Маля 1960 года по вышедшему в 1959 году одноимённому роману Раймона Кено.

## Сюжет
Самоуверенная девочка лет 10 с короткой стрижкой вместе с матерью приехала из провинции в Париж. Мать оставляет Зази на попечение дядьки, чтобы провести два дня со своим любовником. Зази мечтает покататься в метро, но к её разочарованию метро закрыто на забастовку. На следующий день Зази начинает самостоятельное знакомство с городом. Она избавляется от присмотра дядиного друга и владельца кафе «Турандот», подняв громкий шум и обвинив его в домогательствах. На блошином рынке Зази знакомится с усатым пройдохой, называющим себя Педро Излишек, который обещает купить ей джинсы. Зази вырывает у него джинсы и убегает к дяде, её преследует полицейский Трускайон, который очень похож на Излишка. Затем дядя Габриэль вместе с другом-таксистом Шарлем показывает девочке Париж. Сначала они поднимаются на Эйфелеву башню, где их разводит толпа туристов, а Габриэль попадает в туристический автобус. Зази вместе со вдовой Муак и Трускайоном следуют на её автомобиле за автобусом, в котором оказался Габриэль. В одном из кафе разворачивается драка. Дядя Габриэль приглашает в конце концов на своё выступление в кабаре. Уставшая Зази засыпает, а утром спящую девочку передают на вокзале маме. В метро Зази так и не побывала.

## В ролях
- Катрин Демонжо — Зази
- Филипп Нуаре — дядя Габриэль
- Юбер Дешам — владелец кафе «Турандот»
- Витторио Каприоли — Педро, Трускайон
- Анни Фрателлини — Мадо, подружка Шарля
- Карла Марлье — тетя Альбертина
- Одетт Пике — Жанна Лалошер, мать Зази
- Ивонн Клеш — мадам Муак
- Антуан Робло — таксист Шарль
- Саша Дистель — камео